# Departament Handlu Stanów Zjednoczonych
Departament Handlu Stanów Zjednoczonych (ang. United States Department of Commerce) – resort rządu Stanów Zjednoczonych odpowiedzialny za wzrost gospodarczy. Na czele departamentu stoi sekretarz handlu Stanów Zjednoczonych, który jest członkiem gabinetu prezydenta.
Został utworzony 14 lutego 1903 jako Departament Handlu i Pracy (United States Department of Commerce and Labor). 4 marca 1913 zmienił nazwę na Departament Handlu (Department of Commerce).
Misją departamentu jest ułatwianie tworzenia nowych miejsc pracy i podnoszenia standardów życia wszystkich Amerykanów przez wzrost gospodarczy i stały rozwój. Do zakresu jego obowiązków należy też gromadzenie danych gospodarczych i demograficznych, udzielanie patentów i rejestracja marek handlowych, przeciwdziałanie nieuczciwym praktykom biznesowym i handlowym, wspieranie zrównoważonego rozwoju oraz inicjatywa w stanowieniu norm przemysłowych.  

## Struktura
Resort dzieli się na 13 różnych departamentów, do których poza biurem sekretarza oraz biura zastępcy sekretarza należą:
- Biuro Przemysłu i Bezpieczeństwa (Bureau of Industry and Security – BIS)
- Biuro Analiz Gospodarczych (Bureau of Economic Analysis – BEA)
- Biuro Spisów Ludności (US Census Bureau)
- Administracja Rozwoju Gospodarczego (Economic Development Administration – EDA)
- Administracja Handlu Międzynarodowego (International Trade Administration – ITA)
  - Służba Handlowa Stanów Zjednoczonych (United States Commercial Service)
- Agencja Rozwoju Biznesu Mniejszości (Minority Business Development Agency – MBDA)
- Krajowa Administracja Oceanów i Atmosfery (National Oceanic and Atmospheric Administration – NOAA)
- Krajowa Administracja Telekomunikacji i Informacji (National Telecommunications and Information Administration – NTIA)
- Urząd Patentów i Znaków Towarowych Stanów Zjednoczonych (United States Patent and Trademark Office – PTO), Alexandria, Wirginia
- Krajowy Instytut Standardów i Technologii (National Institute of Standards and Technology – NIST), Gaithersburg, Maryland
- Krajowa Służba Informacji Technicznej (National Technical Information Service – NTIS), Springfield, Wirginia

Do 2018 roku w strukturach resortu funkcjonowała również Administracja Gospodarki i Statystyki (Economics and Statistics Administration – ESA), w skład której wchodziło Biuro Analiz Gospodarczych oraz Biuro Spisów Ludności. Dział został jednak częściowo wcielony do biura zastępcy sekretarza, a podległe mu dotychczas departamenty odpowiadają obecnie bezpośrednio przed sekretarzem.
Największy udział w budżecie całego resortu ma Krajowa Administracja Oceanów i Atmosfery, na działania której przeznaczone jest niemal 40% środków. Kolejne 25% trafia do Urzędu Patentów i Znaków Towarowych, a niespełna 9% do Biura Spisów Ludności. Z budżetem na poziomie 16,5 miliarda dolarów Departament Handlu pozostaje najgorzej finansowanym resortem w rządzie USA.